# Musique bengalie

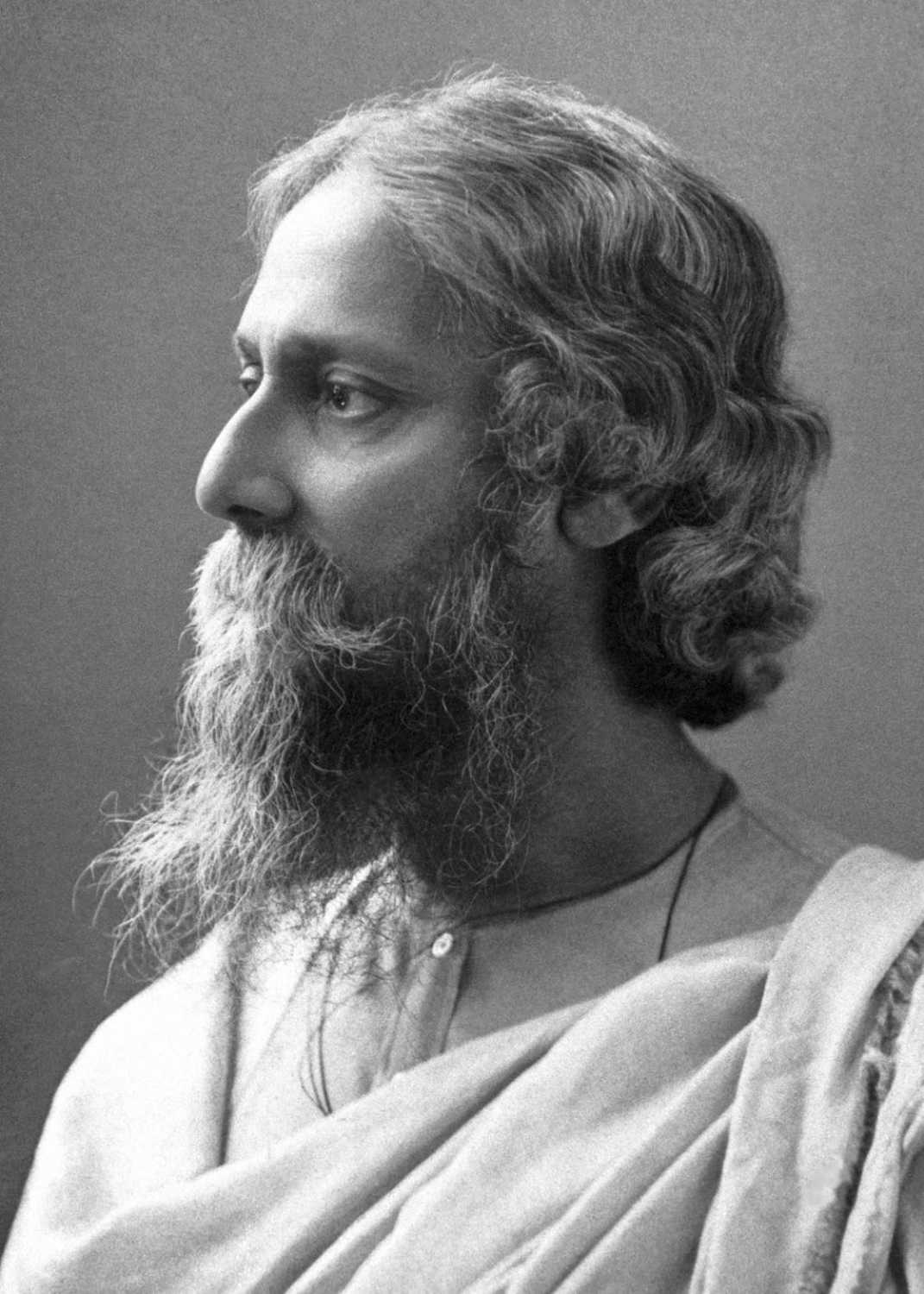
Tagore

La musique bengalie est partagée entre deux États : le Bangladesh et le Bengale Occidental (intégré à l'Inde). Il est très difficile aujourd'hui de distinguer les styles selon les pays tant il y a une uniformité culturelle au sein de la communauté bengalie. Toutefois, depuis la partition de l'Inde coloniale, une tendance religieuse s'est accentuée : musulmane au Bangladesh et hindoue au Bengale Occidental.

## Musique savante, dévotionnelle et folklorique
Les plus anciennes traces de musique bengalie remontent au recueil de poésies sacrées hindoues Gita Govindam de Jayadeva (XIIIe siècle), toujours chantées dans les temples. Cette musique dévotionnelle s'est ensuite manifestée chez Ramprasad Sen ou Vidyapati (XVIIIe siècle). Elle s'est ensuite mêlée au mysticisme musulman chez Lalon Shah (ou Lalon Fokir), typique de la région au sein de la communauté Bâul avant de réapparaître sous la plume de Rabindranath Tagore et de Kazi Nazrul Islam (XXe siècle).
Aujourd'hui, de nombreux musiciens indiens savant pratiquant la musique hindoustanie sont d'origine bengalie tels Ravi Shankar, Allauddin Khan et Ali Akbar Khan.
Les Nazrul gîti, les Baul gîti, les Lalon gîti, les Shyama sangît, les Adhunik sangît et bien d'autres formes folkloriques se retrouvent des deux côtés de la frontière.